# مجموعة راعي البحر للحماية
مجموعة راعي البحر للحماية (بالإنجليزية: Sea Shepherd Conservation Society)‏ هي منظمة غير ربحية بحرية يقع مقرها في ميناء فرايدي في جزيرة سان خوان، واشنطن في الولايات المتحدة. تستخدم المجموعة تكتيكات العمل المباشر لحماية الحياة البحرية. تشغل مجموعة راعي البحر حاليا ثلاث سفن وتقوم بمعظم نشاطاتها في المياه الدولية. تركز المجموعة على العلاقات العامة لنشر رسالتهم عبر وسائل الإعلام.
تأسست المنظمة في عام 1977 تحت اسم «مجموعة قوة الأرض» من قبل بول واتسون العضو التأسيسي في منظمة السلام الأخضر، بعد نزاع مع هذه المنظمة على ما اعتبره واتسون قلة التدخل العدواني. تلقت المجموعة دعما لتكتيكاتها ضد صيد الأسماك، وصيد الحيتان، وصيد الفقمة من جهات مختلفة مثل الشخصيات الإعلامية، بينما تلقت نقدا على إجراءاتها العنيفة.
شملت عمليات المجموعة إجهاض وتعطيل سفن صيد الحيتان في الموانئ، التدخل في عمليات صيد الفقمة الكندية والناميبية، تسليط ضوء الليزر على عيون صيادي الحيتان، إلقاء زجاجات من الرائحة الكريهة على متن السفن في عرض البحر، الصعود إلى سفن صيد الحيتان في عرض البحر، ومصادرة وتدمير الشباك. تدعي مجموعة راعي البحار بأن أعمالهم العدوانية ضرورية لأن المجتمع الدولي أثبت أنه غير راغب أو غير قادر على وقف تعرض الأنواع البحرية للانقراض بسبب الصيد الجائر. أشارت الحكومات الأمريكية، والكندية، واليابانية، ، ومعهد أبحاث الحيتانيات الياباني إلى مجموعة راعي البحر على أنها مجموعة إرهابية.

## وصلات خارجية
- الموقع الرسمي
- مقاطع فيديو عن نشاطات مجموعة راعي البحر